# Bujurquina apoparuana
Bujurquina apoparuana är en fiskart som beskrevs av Kullander, 1986. Bujurquina apoparuana ingår i släktet Bujurquina och familjen Cichlidae. Inga underarter finns listade.